# یواس‌اس لیته (سی‌وی-۳۲)
یواس‌اس لیته (سی‌وی-۳۲) (به انگلیسی: USS Leyte (CV-32)) یک کشتی بود که طول آن As built:
۸۸۸ فوت (۲۷۱ متر) overall بود. این کشتی در سال ۱۹۴۵ ساخته شد.